# Año de los cinco emperadores

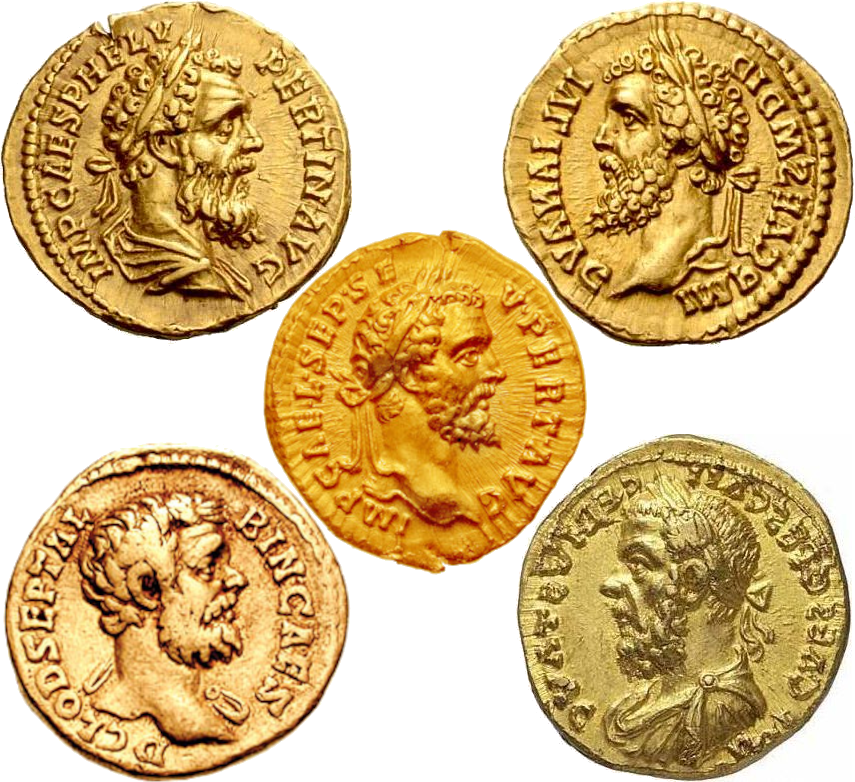
áureos de oro de los pretendientes a emperador Pertinax ,Didio Juliano, Pescenio Níger y Clodio Albino en el sentido de las agujas del reloj y Septimio Severo en el centro.

El año de los cinco emperadores hace referencia al año 193, cuando en el Imperio romano cinco candidatos se disputaron el trono, tres de ellos como pretendientes en una guerra civil. Si bien se trata de un año, el periodo abarca tres años más; así, comenzó con el asesinato del emperador Cómodo a finales de 192 y concluyó con la victoria de Septimio Severo en el 196, que inauguró la dinastía Severa, tras una sangrienta guerra civil.

## Pertinax y Didio Juliano
El año de los cinco emperadores comenzó con el asesinato de Cómodo el 31 de diciembre de 192 y la proclamación del prefecto de Roma, Pertinax, como emperador el día de año nuevo, 1 de enero de 193. 
Después de que el asesinato se llevara a cabo, Pertinax, que estaba sirviendo como praefectus urbi, se apresuró en presentarse en los Castra Praetoria, siendo proclamado emperador al día siguiente. Su breve reinado, que duró sólo 86 días, no fue fácil, ya que Pertinax trató de emular la moderación de Marco Aurelio, e hizo un esfuerzo por reformar el alimenta; no obstante, tuvo que hacer frente a la oposición de muchos sectores. Los historiadores antiguos registran cómo la Guardia Pretoriana, que esperaba hacerse con un generoso donativum cuando Pertinax fuera proclamado emperador, se vio decepcionada, agitándose hasta obligar al emperador a conseguir dinero a través de la venta de los bienes de Cómodo.
A principios de marzo tuvo que hacer frente a una conspiración que trataba de reemplazarle por el cónsul Quinto Pompeyo Sosio Falcón mientras inspeccionaba el suministro de grano en Ostia; cuando los conspiradores fueron descubiertos se les ejecutó a todos menos al propio Falcón, que fue perdonado.
Finalmente, Pertinax fue asesinado por la Guardia pretoriana en primavera, el 28 de marzo. En el mismo día, Didio Juliano ganó la puja por el título a Tito Flavio Sulpiciano, suegro de Pertinax y también nuevo prefecto de la urbe, y se convirtió en emperador. Sulpiciano pagaría a cada soldado 20.000 sestertii para comprar su lealtad, es decir, ocho veces el salario anual, mientras que Juliano ofreció 25.000 a cada uno para hacerse con el poder y fue proclamado emperador por el Senado romano en el día citado.
En ese mismo momento, las tropas romanas de Britania proclamaban al gobernador Clodio Albino emperador. Al mes siguiente, se produjeron dos golpes de Estado contra Didio Juliano. El 9 de abril, las tropas acantonadas en Panonia proclamaron a su gobernador, Lucio Septimio Severo, como emperador. A esta proclamación se sumaron las legiones del limes renano y danubiano. Simultáneamente en Oriente, el gobernador de Siria Pescennio Níger era proclamado por las fuerzas acantonadas en Siria y apoyado por el resto de legiones de la zona.

## Distribución de fuerzas
| Pretendientes   | Fuerzas | Territorios |
| --------------- | --- | --- |
| Didio Juliano   | Guardia pretoriana, cohortes urbanas, vigiles y marineros de la flota (Classis Misenensis y Classis Ravennatis | • Italia |
| Clodio Albino   | 4 legiones (II Augusta, XX Valeria Victrix, VI Victrix y VII Gemina) | • Britania (origen) • Galia (salvo la Narbonensis) y Tarraconensis (196-197). |
| Septimio Severo | 17 legiones (I Adiutrix, X Gemina, XIV Gemina, II Adiutrix, I Italica, XI Claudia, IV Flavia, VII Claudia, V Macedonica, XIII Gemina, II Italica, , VIII Augusta, III Italica, XXII Primigenia, I Minervia, XXX Ulpia Victrix y III Augusta) Tres más en el 194 (III Cyrenaica, VI Ferrata y II Traiana fortis) | • Provincias danubianas, provincias renanas y África Proconsularis (origen) • Italia • Galia e Hispania tras acuerdo con Clodio (194-196) • Egipto y Arabia se pasan a su bando en el 194. • Provincias orientales tras la derrota de Níger (194). |
| Pescenio Níger  | 9 legiones (XV Apollinaris, XII Fulminata, IV Scythica, XVI Flavia Firma, X Fretensis, III Gallica, III Cyrenaica, VI Ferrata y II Traiana fortis) Pierde tres en el 194 (III Cyrenaica, VI Ferrata y II Traiana fortis)                                                                                        | • Siria, Asia, Capadocia (origen) • Bitinia y Ponto, Galacia, Cilicia, Chipre, Palestina, Licia y Panfilia (193) • Pérdida de Egipto y Arabia en el 194.                                                                                           |

## La guerra civil

### La caída de Didio Juliano (193)
La distribución de fuerzas es claramente favorable a los usurpadores ya que Didio Juliano solo cuenta con la Guardia pretoriana. El primero en actuar es Septimio Severo que envía a sus tropas en dirección a Roma. Previamente Septimio Severo había negociado con el pretendiente y gobernador de Britania Clodio Albino, al que atrajo a su causa al nombrarlo césar, para evitar a un posible rival a su espalda. Didio Juliano perdió el favor de la ciudad de Roma y todos los contingentes que enviaba contra Severo se pasaban a su bando. El Senado romano decretó su muerte y envió una delegación para congraciarse con Severo. Finalmente, Didio Juliano fue entregado y ajusticiado por el nuevo dueño de Roma.
Durante su estancia en la capital, Severo restituyó la memoria de Pértinax, reemplazó a los efectivos pretorianos por soldados de su confianza y consiguió del senado la declaración de enemigo público de Pescenio Níger.

### La guerra contra Pescenio Níger (193-194)
A finales del 193 Septimio Severo envió su ejército a la zona de los Estrechos, donde Níger se había hecho fuerte en Bizancio. Ambos contendientes intentaron hacerse fuertes en Perinto y esto desencadenó una batalla en la que las tropas de Severo, comandadas por Fabio Cilo, fueron derrotadas. Pero Níger no aprovechó su victoria y se retiró a Asia donde las fuerzas severas, comandadas ahora por Claudio Cándido, consiguieron sendas victorias en las batallas de Cício y Nicea. Pescenio Níger se retiró a Antioquía mientras las tropas de Severo sitiaban Bizancio.
La victoria sobre Níger hizo que las provincias de Egipto y Arabia se pasaran al bando de Septimio Severo. Pescenio Níger, por su parte, fortificó los montes Tauro, paso obligado hacia Antioquía. Las tropas severianas dirigidas ahora por Cornelio Anulino lograron superar las defensas de Níger y avanzar hacia Siria. La batalla de Issos (mayo 194) supone el final de Pescenio Níger que fue asesinado al intentar huir a la corte parta. Pese a la muerte de Níger, la ciudad de Bizancio mantendrá su resistencia hasta finales del año 195.
Septimio Severo, dueño de Oriente, efectuó una política de castigo sobre las ciudades y territorios que habían apoyado a su rival. Se efectuaron asesinatos, saqueos y confiscaciones de bienes, al tiempo que ciudades rebeldes como Antioquía, Nicea o Beirut fueron sometidas a la autoridad de otras ciudades vecinas. La provincia de Siria, bastión de Pescenio Níger, fue dividida en dos: Siria Fenice y Celesiria.

### La expedición a Mesopotamia (195)
Aprovechando la guerra civil, los reinos de Osroene y Adiabene, que eran protectorados romanos desde época de Marco Aurelio, se rebelaron contra las guarniciones romanas y asediaron Nisibis. Septimio Severo dirigió una expedición que logró romper el cerco y a continuación sometió ambos territorios (salvo Edesa), todo ello sin que los partos actuaran. Acto seguido nombró a su hijo mayor Lucio Septimio Basiano como césar y regresó a sus dominios.

### La guerra contra Clodio Albino (195-197)
El nombramiento de Basiano como césar suponía una declaración de guerra contra Clodio Albino. Este no se había mantenido inactivo pues temía en cualquier momento que Septimio Severo le traicionara, así, Clodio se proclamó emperador a principios del año 196 y cruzó a la Galia donde estableció su cuartel general en Lugdunum, actual Lyon. Allí recibió el apoyo del gobernador de la Hispania Tarraconense, Lucio Novio Rufo, que le envió refuerzos.
El objetivo de Clodio Albino era atraerse a las legiones del Rin, pero Virio Lupo, a la sazón gobernador de Germania Inferior, se declaró a favor de Severo y marchó con sus tropas hacia Lugdunum con la intención de unirse a Severo. Albino le salió al paso y en Tinurtium derrotó a Lupo, infligiéndole numerosas bajas. Sin embargo, Albino no pudo aprovechar su victoria pues fracasó en el sitio de Augusta Treverorum (base de la XXII Primigenia) y no pudo forzar los pasos alpinos protegidos por tropas severas.
Finalmente, el 19 de febrero de 197, tuvo lugar la batalla de Lugdunum entre ambos contendientes. La victoria fue para Septimio Severo pero a costa de importantes bajas. Clodio Albino intentó huir pero al verse rodeado se suicidó. Su cabeza fue cortada y enviada a Roma clavada en una pica.
Con esto se ponía fin al año de los cinco emperadores y se daba inicio a la dinastía Severa, que gobernará Roma hasta el 235, cuando se dé paso a la crisis del siglo III.

## Emperadores

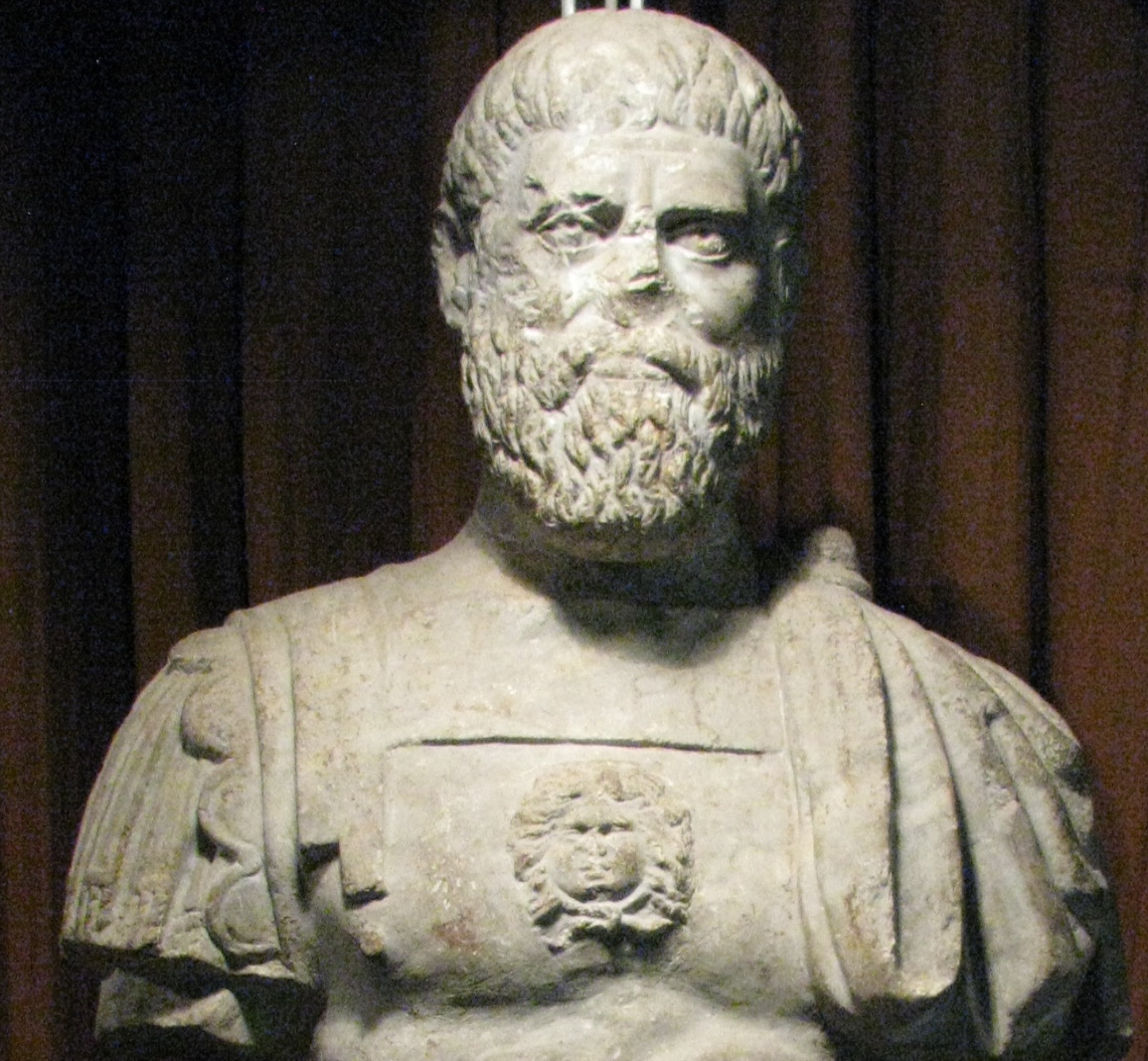
Center|Publio Helvio Pertinax (28 de enero-28 de marzo 193)
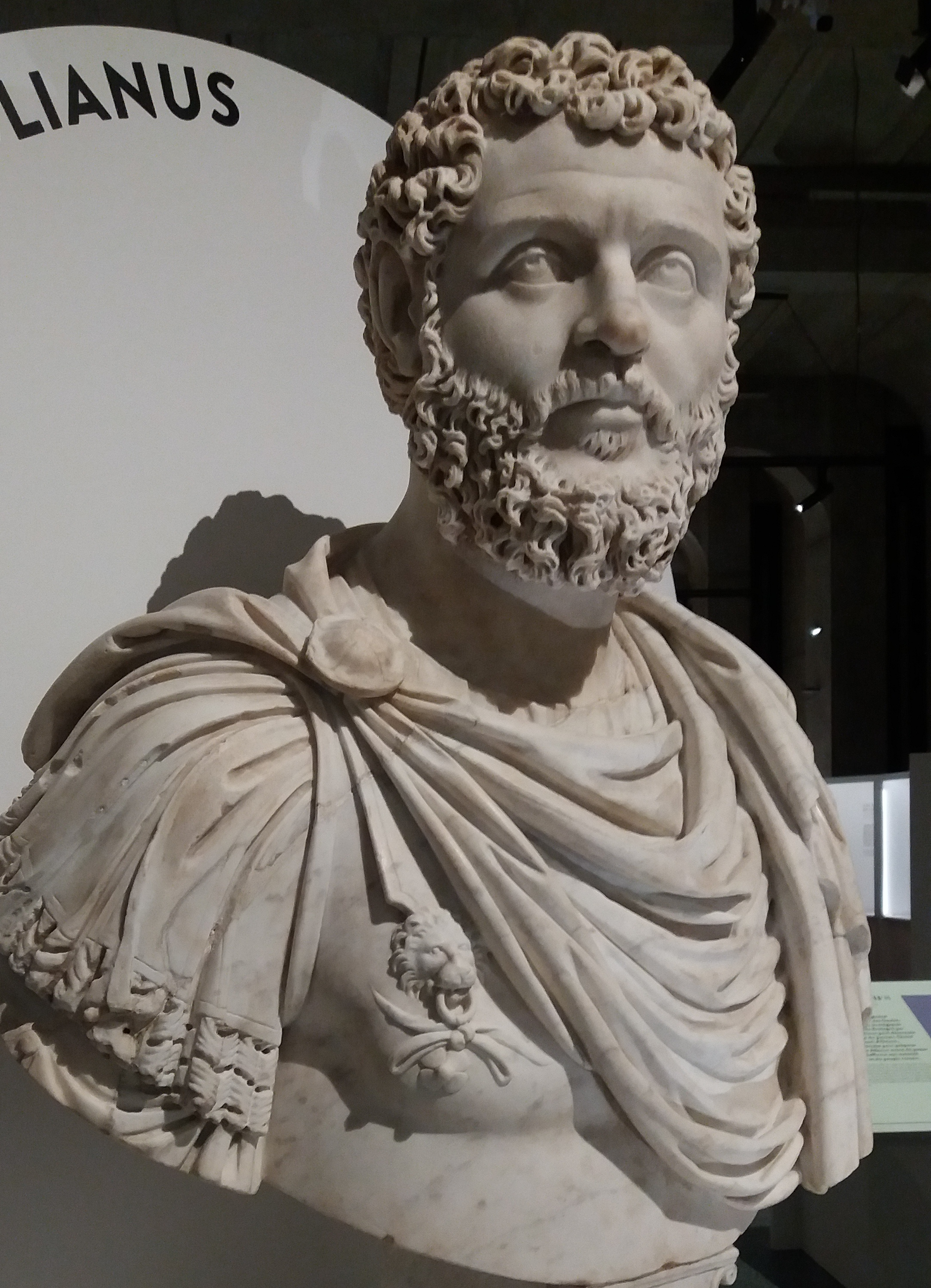
Center|Marco Didio Juliano (28 de marzo-1 de junio 193)
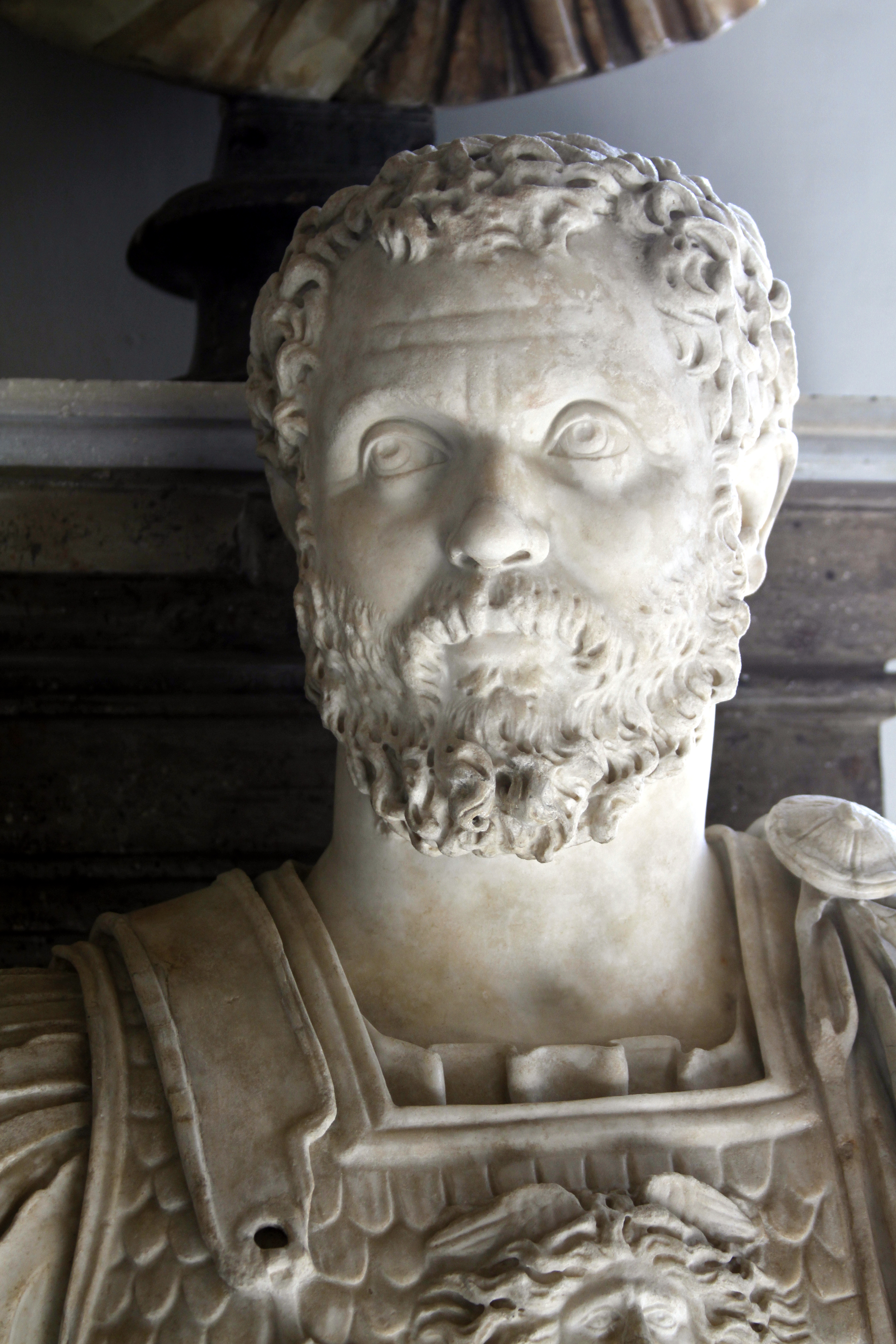
Center|Décimo Clodio Albino (28 de marzo 193-19 de febrero 197)
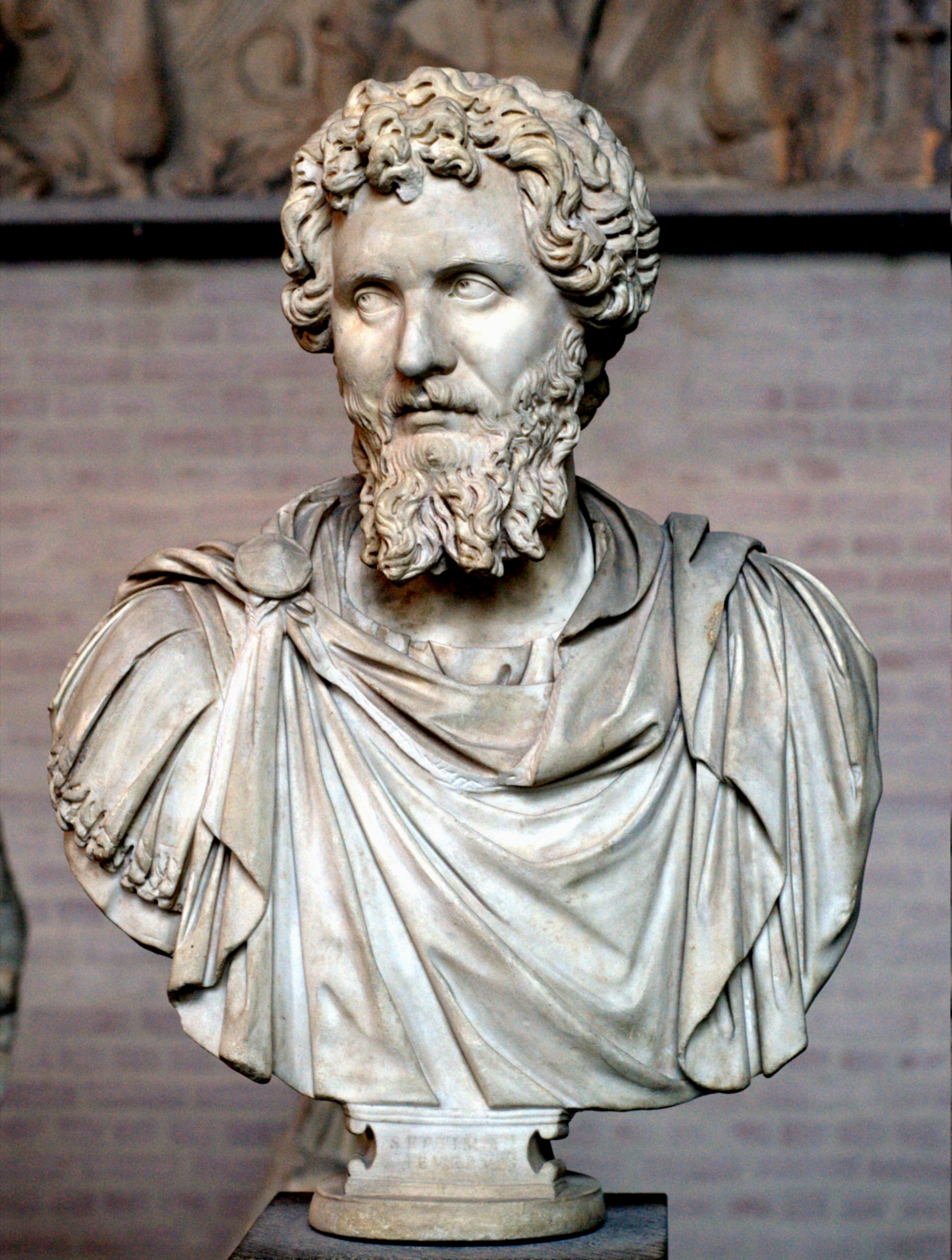
Center|Lucio Septimio Severo (9 de abril 193-4 de febrero 211)
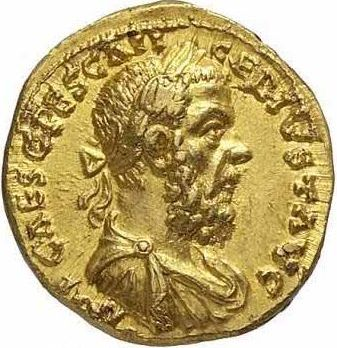
Center|Gayo Pescenio Níger (19 de abril 193-mayo 194)